# Отново сам вкъщи
„Отново сам вкъщи“ (на английски: Home Sweet Home Alone) е американска комедия от 2021 година на режисьора Дан Мейзър, по сценарий на Майки Дей и Стрийтър Сайдел и е шестият филм от поредицата „Сам вкъщи“. Проектът е продуциран от 20th Century Studios, като оригинален филм на Disney+, първият филм на 20th Century Studios да е продуциран от стрийминг услугата. Обявен е след като Уолт Дисни Къмпани придобива 21st Century Fox и наследява филмовите права на поредицата „Сам вкъщи“. Във филма участват Ели Кемпър, Роб Дилейни, Арчи Йейтс, Аслинг Беа, Кинън Томпсън, Пийт Холмс, Али Маки и Крис Парнел.

## Филми от поредицата за „Сам вкъщи“
Поредицата „Сам вкъщи“ включва 6 филма:
- „Сам вкъщи“ (1990)
- „Сам вкъщи 2: Изгубен в Ню Йорк“ (1992)
- „Сам вкъщи 3“ (1997)
- „Сам вкъщи 4“ (2002)
- „Сам вкъщи: Коледен обир“ (2012)
- „Отново сам вкъщи“ (2021)